# 贝塔妮·休斯
贝塔妮·休斯（Bettany Hughes，1967年5月14日—） 是一位英国历史学家、作家和广播员，专注于古典时代历史。她出版的书籍大多是关于古典时代以及神话，但她也出版了伊斯坦布尔的历史。她积极鼓励在英国公立学校教授古典著作。
2019年，休斯获得大英帝国勋章。

## 早年生活和家庭
贝塔妮生长于伦敦西区。 她是演员彼得·休斯的女儿，也是板球运动员和记者西蒙·休斯的妹妹。她嫁给了阿德里安·埃文斯，生有两个孩子。 她是一个素食者。
休斯于2019年被任命为大英帝国勋章。

## 教育和职业
休斯就读于伊灵的诺丁山和伊灵中学，以及牛津大学圣希尔达学院,获得古代和现代历史学位。
她是伦敦国王学院客座研究员、加的夫大学荣誉研究员、以及约克大学荣誉博士。

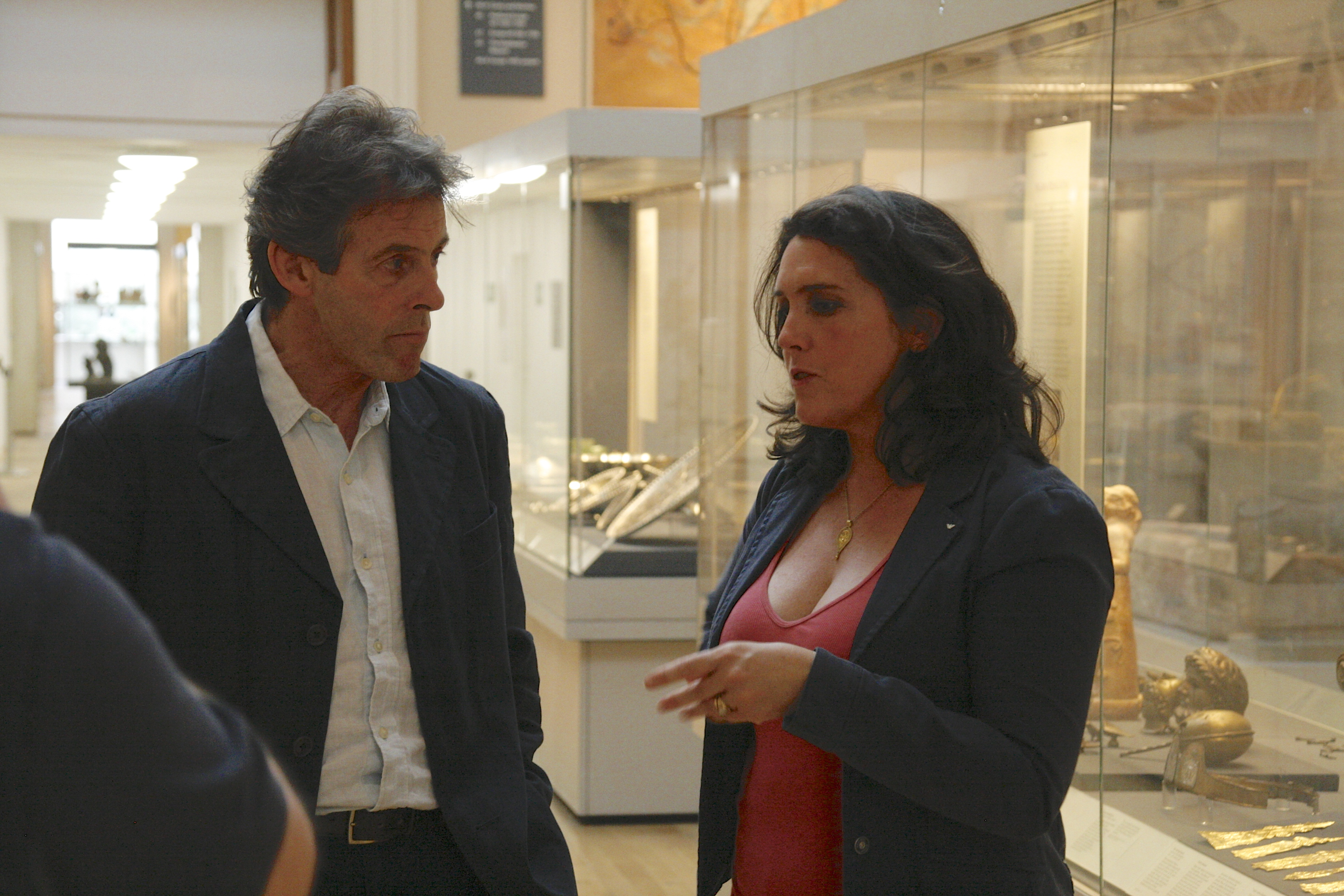
2013年，在拍摄《英国的秘密家园》时，与大英博物馆的主管拉尔夫·杰克森交谈

休斯编写并拍摄过许多关于古代和现代题材的纪录片和系列片。2009年，她被授予Naomi Sargant教育广播优秀特别奖， 2012年，她获得历史协会颁发的诺顿·姆德利科特奖，她是该协会的荣誉研究员。
2010年，她参加希腊学会的第十届年度讲座"Ta Erotika: The Things of Love", ，2011年，她参加皇家电视学会的休·威尔顿纪念讲座，认为电视上的历史正处于繁荣的新的黄金时代 。2011年，她主持了柑橘小说奖,这是英国唯一一个女性小说年度图书奖。
休斯是艾里斯项目的赞助人，该项目在英国公立学校推广拉丁语和希腊语教学。 她是Classics For All的名誉赞助人，这是一项全国性的运动，将古典语言和古代文明研究带回公立学校。 她是科学、技术和文明基金会的顾问，该基金会旨在促进东西方之间的大型合作项目。
2014年，她成为牛津大学的杰出校友。2016年，休斯发表了英国人文协会的年度伏尔泰演讲。2019年，因对历史学的贡献而获得大英帝国勋章。

## 著作
休斯写了四本书：
- 《特洛伊的海伦：女神、公主、妓女》（Helen of Troy: Goddess, Princess, Whore），2005年[20]
- 《毒堇之杯：苏格拉底，雅典和寻找美好的生活》（The Hemlock Cup: Socrates, Athens and the Search for the Good Life），2010年[21]
- 《伊斯坦布尔三城记》（Istanbul : a tale of three cities），2017年[22]
- 《维纳斯和阿芙罗狄蒂》（Venus and Aphrodite），2019年[23]

《毒堇之杯》一书被列入纽约时报畅销书榜，并被《每日电讯报》选为年度图书，被BBC廣播四台作为本周图书推荐，并入围作家协会奖。
《伊斯坦布尔三城记》获得纽约书评的关注。

## 电视节目
| 年份      | 中文标题                   | 英文标题                                  | 频道               | 备注                       |
| --------- | -------------------------- | ----------------------------------------- | ------------------ | -------------------------- |
| 2002      | 斯巴达人                   | The Spartans                              | 第四台             | 古代世界系列纪录片的一部分 |
| 2004      | 米诺斯                     | The Minoans                               | 第四台             | 古代世界系列纪录片的一部分 |
| 2005      | 当摩尔人统治欧洲时         | When the Moors Ruled in Europe            | 第四台             | 古代世界系列纪录片的一部分 |
| 2005      | 特洛伊的海伦               | Helen of Troy                             | 第四台             | 古代世界系列纪录片的一部分 |
| 2007      | 雅典：关于民主的真相       | Athens: the Truth about Democracy         | 第四台             | 古代世界系列纪录片的一部分 |
| 2008      | 古埃及工程                 | Engineering Ancient Egypt                 | 第四台             | 古代世界系列纪录片的一部分 |
| 2010      | 亚历山大：最伟大的城市     | Alexandria: The Greatest City             | 第四台             | 古代世界系列纪录片的一部分 |
| 2010      | 亚特兰蒂斯文明的新证       | Atlantis: The Evidence                    | BBC2               |                            |
| 2012-2013 | 英国的秘密宝藏             | Engineering Ancient Egypt                 | 独立电视台         | 与迈克尔 · 伯克合作        |
| 2013      | 英国的秘密家园             | Britain's Secret Homes                    | 独立电视台         | 与迈克尔 · 伯克合作        |
| 2015      | 古代世界的天才             | Genius of the Ancient World               | 英國廣播公司第四台 |                            |
| 2016      | 现代世界的天才             | Genius of the Modern World                | 英國廣播公司第四台 |                            |
| 2017      | 维纳斯揭秘：古代的爱之女神 | Venus Uncovered: Ancient Goddess of Love  | 英國廣播公司第四台 |                            |
| 2017      | 缔造罗马的八天             | Eight Days That Made Rome                 | 英国第五台         |                            |
| 2018      | 巴克斯揭秘：古代的酒神     | Bacchus Uncovered: Ancient God of Ecstasy | 英國廣播公司第四台 |                            |
| 2019      | 玛尔斯揭秘：古代的战神     | Mars Uncovered: Ancient God of War        | 英國廣播公司第四台 |                            |
| 2019      | 埃及的宝藏                 | Egypt's Great Treasures                   | 英国第五台         |                            |
| 2020      | 希腊奥德赛                 | A Greek Odyssey                           | 英国第五台         |                            |
| 2020      | 庞贝最伟大的宝藏的秘密     | Secrets of Pompeii's Greatest Treasures   | 英国第五台         |                            |